# Max Werner-Kersten
Max Werner-Kersten (* 7. Juli 1880 in Berlin; † 1948) war ein deutscher Komponist.

## Leben
Er komponierte den bekannten Schlager Bummel-Petrus, der 1920 veröffentlicht wurde.
Um 1920 waren weder Schallplatte noch Radio verbreitet, Erfolge im Schlagerbereich waren nur über die Veröffentlichung von Notenblättern und die Aufnahme ins Repertoire von Tanzkapellen zu erreichen. Die Melodie des Bummel-Petrus war unter dem Namen Mühlenpolka schon von acht Verlegern abgelehnt worden, als der Schlagertexter Hermann Frey den Text dazu schrieb. Als Bummel-Petrus mit dem Refrain
Petrus schließt den Himmel zu,

Alle Englein geh'n zur Ruh.

Nur der schlaue Petrus wacht,

Weil der alte Bengel heut mit einem Engel einen kleinen Bummel macht.
wurde das Stück, von Otto Wrede verlegt, ein großer Erfolg. Hans Fischerkoesen zeichnete 1921 einen Kurzfilm zum Bummel-Petrus als Werbefilm für Schuhe.
Zur Person Max Werner-Kersten ist wenig bekannt. Nach den Berliner Adressbüchern jener Zeit handelt es sich um Max Werner, der von 1913 bis 1931 als Betreiber einer „Konzertagentur“ eingetragen ist. Seit 1916 firmiert diese unter der Adresse Jägerstraße 63 I. Etage. Seine Privatadresse war Steglitz, Lauenburger Str. 29, Erdgeschoss. Der Texter Hermann Frey hat sich demnach in seinem 1943 publizierten Buch, in denen er von einem Besuch bei Werner-Kersten in der Jägerstraße 61 berichtet, an eine falsche Hausnummer erinnert. Frey bezeichnete den Komponisten 1943 als „Werner Kersten“ (d. h. Werner als Vorname, so auch im Register), was aber in der Zitation dieses Buches vom Wrede-Verlag zu „Werner-Kersten“ korrigiert wurde.
Bereits zum 1. August 1931 trat Werner-Karsten der NSDAP bei.